# Battle Creek (Iowa)
Battle Creek es una ciudad situada en el condado de Ida, en el estado de Iowa, Estados Unidos. Según el censo de 2000 tenía una población de 743 habitantes.

## Geografía
Según la Oficina del Censo de los Estados Unidos, la localidad tiene un área total de 1,29 km², la totalidad de los cuales corresponden a tierra firme.

## Demografía
Según el censo de 2000, había 743 personas, 325 hogares y 195 familias residiendo en la localidad. La densidad de población era de 575,50 hab./km². Había 358 viviendas con una densidad media de 276,4 viviendas/km². El 93,33% de los habitantes eran blancos, el 0,13% asiáticos, el 0,13% de otras razas, y el 0,40% pertenecía a dos o más razas. El 0,40% de la población eran hispanos o latinos de cualquier raza.
Según el censo, de los 325 hogares, en el 21,2% había menores de 18 años, el 52,9% pertenecía a parejas casadas, el 5,2% tenía a una mujer como cabeza de familia, y el 39,7% no eran familias. El 36,9% de los hogares estaba compuesto por un único individuo, y el 23,4% pertenecía a alguien mayor de 65 años viviendo solo. El tamaño promedio de los hogares era de 2,15 personas, y el de las familias de 2,83.
La población estaba distribuida en un 19,8% de habitantes menores de 18 años, un 5,8% entre 18 y 24 años, un 18,8% de 25 a 44, un 24,0% de 45 a 64, y un 31,6% de 65 años o mayores. La media de edad era 49 años. Por cada 100 mujeres había 87,6 hombres. Por cada 100 mujeres de 18 años o más, había 85,7 hombres.
Los ingresos medios por hogar en la localidad eran de 31.029 dólares ($), y los ingresos medios por familia eran 39.479 $. Los hombres tenían unos ingresos medios de 25.400 $ frente a los 19.931 $ para las mujeres. La renta per cápita para la ciudad era de 16.106 $. El 7,3% de la población y el 3,0% de las familias estaban por debajo del umbral de pobreza. El 4,8% de los menores de 18 años y el 6,0% de los habitantes de 65 años o más vivían por debajo del umbral de pobreza.